# Cooper (James Bond)
Cooper é um personagem do filme 007 contra o Cassino Royale (1967), o primeiro filme sobre o livro de Ian Fleming com o espião britânico James Bond. Uma produção independente das realizadas pela EON Productions, a detentora dos direitos cinematográficos de todas as demais obras de Fleming, é uma paródia psicodélica da história original, com a participação de um elenco de grandes estrelas do cinema da época. O personagem, com muitos do filme, não existe na literatura de Fleming sobre 007. Foi interpretado pelo ator Terence Cooper.

## Características
Cooper é um dos muitos "James Bond" do filme, usados pelo verdadeiro, interpretado por David Niven, para confundir a espionagem inimiga. Bond acredita que o inimigo está usando muitas espiãs irresistíveis aos homens e procura por alguém capaz de resistir a estes assédios e, ao contrário, provocar paixões nas espiãs inimigas, conseguindo abrir suas defesas e descobrir seus segredos.

## No filme
Na procura por um homem irresistível às mulheres, Miss Moneypenny, de Baby Doll, é encarregada de testar um grupo de homens altos, fortes e bem apessoados colocados em fila, de terno como 007, beijando-os para saber como ela reagiria. Cooper é o último da fila e Moneypenny sente um grande calor no corpo quando o beija, escolhendo-o para a primeira entrevista. Ele é levado para a cama para o interrogatório pessoal privado, onde diz que é faixa-preta em Kama Sutra  e impede Moneypenny de entrevistar os outros, cobrindo-a de beijos na camae conseguindo a vaga. É então congratulado por Bond por ser mais um escolhido para se passar com ele, confundindo o inimigo.
Cooper segue para o treinamento prático num ginásio, onde tem que enfrentar o charme e o assédio de diversas mulheres bonitas escolhidas para seduzi-lo. Cada uma se dirige a Cooper e sedutoramente tenta envolvê-lo e beijá-lo, tendo como resposta um golpe de judô do espião. Até que uma estranha mulher, The Detainer, na verdade uma agente britânica disfarçada, aparece e o envolve com seu charme e sedução. Ele reaparece na grande luta entre aliados e vilões do final do filme fugindo com Moneypenny e desaparece no meio da explosão que destrói o cassino, assim como vários outros personagens da paródia.